# Morrison (krater)
För andra betydelser, se Morrison.
Morrison är en nedslagskrater på planeten Merkurius, med en diameter på ungefär 35 kilometer.
2022 uppkallade den efter den amerikanska författaren Toni Morrison.